# 北京师范大学分校

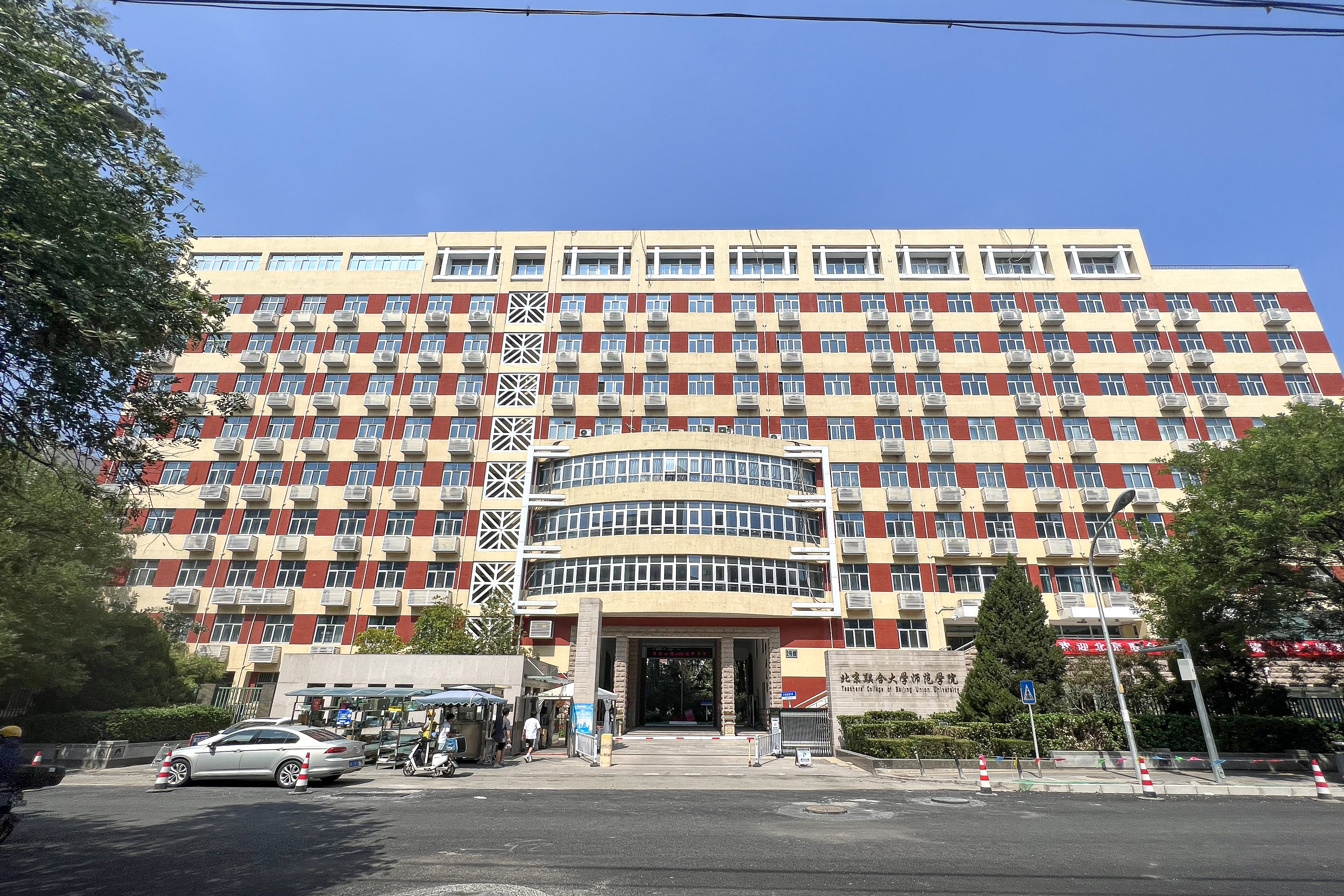
北京联合大学师范学院的前身可追溯至北京师范大学分校

北京师范大学分校是在1978年中国兴起高校办分校的潮流下，由北京师范大学创办的市属普通本科院校。

## 历史
1978年，创办北京师范大学第一分校（文科）与北京师范大学第二分校（理科）。归属北京市高教局领导。培养目标是中学和中专的师资。1979年1月，位于东大桥小学上课的北京师范大学一分校开学，新生走读，其中大部分都是工作过的，连一个操场都没有。北师大二分校校址在安定门外外馆斜街的原东城区外馆中学，与当时的北京对外贸易学院分院共享校舍，仅有的一座教学楼，师大二分校用一、二层，外贸分院用三、四层。1979年2月师大二分校首届学生入学，共招收本科生526人。1979年至1981年由于没有教室，师大二分校暂停招生。1982年9月恢复招生，共招收本科生124人。1983年2月首届（1982届）学生毕业，同年7月第二届（1983届）学生毕业。二分校设数学系，物理系，化学系和生物系等。初建时数学系仅有一位教师来自高校，其余均由中学抽调或是刚毕业的工农兵学员，师资力量极其薄弱。
1982年12月北京师范大学一分校与北京师范大学二分校合并为北京师范大学分校，地址在二分校所在的外馆斜街。1983年7月北京外贸分院与中国人民大学第一分校实质性合并，绝大部分师生转入中国人民大学第一分校，该分院使用的部分校舍转给北师大二分校。1983年9月，北师大两个分校实质性合并。
1985年3月19日北京师范大学分校并入创办的北京联合大学改称职业技术师范学院，2003年该学院更名为北京联合大学师范学院。

## 校友
- 于丹，1982级中文专业
- 蒋丰，1978级历史专业